# Список потерь Ми-8 и его модификаций (2000 год)
Список потерянных Ми-8 всех модификаций (включая Ми-9, -14, -17, -18, -19, -171 и -172) составлен по данным из открытых источников и учитывает только авиационные происшествия или воздействие внешних сил, приведшие к утрате вертолёта или его списанию вследствие полученных повреждений.
Список не полный и не окончательный.

## Список аварий и катастроф
Зелёным цветом выделены потери при применении в вооружённых конфликтах, в том числе в контртеррористических операциях.
| № п/п | Дата     | Модификация / Бортовой номер | Место                                                   | Жертвы / На борту | Краткое описание |
| ----- | -------- | ---------------------------- | ------------------------------------------------------- | ----------------- | --- |
| 1     | 6 янв.   | Ми-8Т RA-24187               | ХМАО, 10 км севернее аэропорта Сургут                   | 0/5               | Через 4 минуты после взлёта появился посторонний шум в районе хвостовой балки и началась сильная вибрация конструкции вертолёта вследствие разрушения одной из лопастей рулевого винта (производственный брак). КВС развернул машину против ветра и начал снижение для выполнения аварийной посадки. На высоте около 40 метров и скорости 50 км/час начался самопроизвольный разворот вертолёта влево. Экипаж попытался парировать разворот, но, так как эти действия результата не принесли, было решено выключить двигатели и приземлиться в режиме авторотации. В итоге вертолёт грубо приземлился на редколесье и частично разрушился, экипаж и пассажиры получили травмы различной степени тяжести. |
| 2     | 18 февр. | Ми-8МТ 48                    | Чечня, Шатойский район                                  | 15/15             | При высадке десанта вертолёт был поражён выстрелом из ПТУРС. Все находившиеся на борту погибли. |
| 3     | 15 марта | Ми-8Т EX-22329               | Нарынская область, Ат-Башинский район, 25 км от Кёк-Кыя | 3/8               | Во время полёта в горном районе на высоте 3 700 м вертолёт задел склон горы и упал в ущелье. Бортмеханик и 2 пассажира погибли, остальные находившиеся на борту получили травмы различной степени тяжести. |
| 4     | 12 июня  | Ми-8МТВ-2 83                 | Чечня, Ханкала                                          | 4/4               | Вскоре после взлёта задел лопастями несущего винта шасси летящего впереди вертолёта и рухнул на землю с высоты 150 м. |
| 5     | 27 июля  | Ми-8Т RA-22747               | Мурманская область, Терский район, близ Варзуги         | 0/3               | Ошибка экипажа. При взлёте для выполнения несанкционированного перелёта КВС не учёл силу и направление ветра, в результате чего машину снесло в сторону и она задела рулевым винтом стоящие рядом с посадочной площадкой деревья. После разрушения рулевого винта вертолёт перешёл в неконтролируемое вращение, задел лопастями несущего винта землю, опрокинулся на правый борт и загорелся. Члены экипажа эвакуировались, не пристёгнутый бортмеханик получил лёгкую травму. |
| 6     | 28 июля  | Ми-8Т RA-24454               | Республика Коми, 30 км от Ижмы                          | 0/31              | При попытке взлёта с массой превышающей максимальную взлётную, и, как следствие, недостатка мощности двигателей, экипаж потерял управление. Машина зацепила лопастями несущего винта дерево и упала на землю. Экипаж и пассажиры не пострадали. |